# Berthold (Dakota Północna)
Berthold – miasto w Stanach Zjednoczonych, w stanie Dakota Północna, w hrabstwie Ward.